# Zlokucene, Pazardjik
Zlokucene (în bulgară Злокучене) este un sat în comuna Septemvri, regiunea Pazardjik,  Bulgaria. 

## Demografie
Componența etnică a satului Zlokucene
     Bulgari (74,88%)
     Romi (23,25%)
     Nicio identificare (1,86%)
     Altele (0,46%)
La recensământul din 2011, populația satului Zlokucene era de 860 locuitori. Din punct de vedere etnic, majoritatea locuitorilor (74,88%) erau bulgari, cu o minoritate de romi (23,25%). Pentru 1,86% din locuitori nu este cunoscută apartenența etnică.